# 페람파넬
페람파넬(Perampanel)은 (상품명으로 '파이콤파' 등이 사용된다) 일본 에자이가 개발한 뇌전증 치료제이다.

## 작용 기전
AMPA 수용체에 선택적 및 비경합적으로 작용하는 길항제이므로, AMPA 수용체에서 뇌전증 환자의 발작과 연관성이 있는 뉴런의 이상 상태와 흥분 상태를 감소시키는 차세대 뇌전증 치료제이다.

## 적응증
- 단독요법
  - 부분발작 : 뇌전증 환자의 이차성 전신발작을 동반하거나 동반하지 않는 부분발작의 치료(만 4세 이상)

- 부가요법
  - 부분발작 : 뇌전증 환자의 이차성 전신발작을 동반하거나 동반하지 않는 부분발작의 치료(만 4세 이상)
  - 일차성 전신 강직 및 간대 발작: 특발성 전신성 뇌전증 환자의 일차성 전신 강직-간대발작의 치료(만 7세 이상)

## 종류
물질 및 용도 특허가 만료되어, '페리콤파(명인제약)'를 비롯해서, '페라넬(환인제약)' 등 제네릭 의약품으로 2022년에 허가된 바 있다.

## 참고
- 페리콤파정, 명인제약 제조
- 페라넬정, 환인제약 제조